# Laurentina dos Países Baixos
Laurentina dos Países Baixos (nascida Petra Laurentien Brinkhorst; Leida, 25 de maio de 1966) é a esposa do príncipe Constantino, o terceiro filho da rainha Beatriz dos Países Baixos e do príncipe Claus von Amsberg.

## Família e educação
Laurentina Brinkhorst, nascida em Leida, é filha do ministro holandês de Relações Econômicas, Laurens Jan Brinkhorst, e de sua esposa, Jantien Brinkhorst-Heringa. Ela tem um irmão caçula, Marius.
Laurentina começou seus estudos em Groningen. Sua família mudou-se para Haia quando terminou sua educação primária. Ela passou quatro anos em Christelijk Gymnasium Sorghvliet e um ano em Eerste Vrijzinnige Christelijk Lyceum. Em 1984, foi aprovada em seus exames de Baccalauréat no Liceu francês em Tóquio. Seu pai estava trabalhando no Japão, como enviado permanente da União Europeia.
Ela estudou História na Universidade de Groningen, onde recebeu seu diploma em 1986. Depois de se licenciar em Ciências Políticas pela Universidade de Londres, em 1989, Laurentina tornou-se mestra em jornalismo pela Universidade da Califórnia em Berkeley, no ano de 1991. Sua tese era sobre a prostituição nas ruas de San Francisco. Ela começou a trabalhar como jornalista para a CNN e como executiva de Relações Públicas.

## Casamento e filhos
O noivado entre o príncipe Constantino e Laurentina Brinkhorst foi anunciado a 16 de dezembro de 2000. O casamento civil foi dirigido pelo prefeito de Haia, Wim Deetman, em 17 de maio de 2001. O casamento religioso foi realizado dois dias depois na Igreja de St. Jacobskerk, com o reverendo Carel ter Linden oficializando a união.
O príncipe Constantino e a princesa Laurentina têm três filhos:
- Heloísa de Orange-Nassau, Jonkvrouwe de Amsberg, nascida em 8 de junho de 2002;
- Claus-Casimiro de Orange-Nassau, Jonkheer de Amsberg, nascido em 21 de março de 2004;
- Leonor de Orange-Nassau, Jonkvrouwe van Amsberg, nascida em 3 de junho de 2006.

Desde abril de 2004, ela e sua família vivem em Bruxelas, na Bélgica. Nos Países Baixos, a princesa Laurentina faz campanhas contra o analfabetismo, embora esse não seja um grande problema do país. Também promove a leitura entre crianças e jovens.

## Atividades oficiais
Exercia atividades oficiais em nome inicalmente de sua sogra, a Rainha Beatriz, e depois em nome de seu cunhado, o Rei Guilherme Alexandre, além de atividades de seu interesse pessoal, incluindo patronagens.
Em setembro de 2024, no entanto, veio à tona que ela estava sendo acusada de maltratar pessoas de sua equipe de trabalho enquanto era diretora da Equally Worthy Recovery Foundation, fundação ligada ao MInistério da Fazenda holandês. No entanto, como costuma ser nestes casos, pouco se tornou público oficialmente. "O Ministério das Finanças reconheceu ter recebido algumas reclamações verbais, mas se recusa a fazer mais comentários ou confirmar se o nome da Princesa é especificamente mencionado", escreveu a revista Hola à epoca. Porém, desde então, a Princesa não atendeu a qualquer atividade em solitário, sendo vista eventualmente apenas em eventos familiares oficiais, como o Dia do Rei. 

## Títulos, brasões e honras
Desde seu casamento detém os títulos de cortesia de Princesa dos Países Baixos, Princesa de Orange-Nassau e Sra. Van Amsberg. Possui o tratamento de Sua Alteza Real e por decreto real, em 15 de janeiro de 2003, recebeu seu próprio estandarte.

É patrona do Reading Unlimited (anteriormente Biblioteca Holandesa de Escuta e Braile), da sociedade de língua holandesa Genootschap Onze Taal, do Centro de Especialização em Deficiência e Estudo (em holandês), presidente de honra da Associação de Bibliotecas Públicas e presidente da Fauna & Flora Internacional, Fundação Cultural Europeia e é membro do Conselho de Curadores da Fundação Oceano Azul. 

Estandarte real da princesa Laurentina
Monograma real da princesa Laurentina